# Pygoptosia eugeniae
Pygoptosia eugeniae là một loài bọ cánh cứng trong họ Cerambycidae.